# 신린수
신린수(1918년 4월 1일 ~ )는 대한민국의 비전향 장기수이다. 대한민국에 거주할 때는 신인수라고도 불렸다.

## 생애
경상북도 청도군 화양면 출신이다. 가난한 농가에서 태어나 세살 때 아버지를 여의고 홀어머니와 함께 어려운 생활을 했다. 학업도 보통학교만 고학을 하며 가까스로 졸업했다.
신린수는 도회지에서 돈을 벌어 공부하겠다며 몰래 집을 나왔고, 강원도 영월군 탄광과 함경북도 청진부의 청진제철소 등을 거치며 떠돌이 생활을 했다. 중일 전쟁 발발 후에는 징용 노무자로 징발되어 아오지의 탄광에서 근무했다.
아오지에서 광부로 일하던 1941년에 김일성의 조선인민혁명군과 연을 맺으면서 정치공작소조의 공작원으로 활동하게 되었다. 신린수의 임무는 군수공업 정탐이었는데, 활동 도중 이 사실이 드러나 일본군 헌병대에 체포된 뒤 약 1년 8개월 동안 수감되었다고 주장하였다.
1945년에 태평양 전쟁이 끝나고 신린수가 거주하던 함경북도 지역에는 소군정이 실시되었다. 김일성과 연계가 있던 신린수는 함북 경원군 내무서의 경비소대장에 오른 것을 시작으로, 경원군 인민위원회 위원과 경원군 경원면 인민위원회 서기장으로 선출되는 등 지방행정 간부직을 맡게 되었다. 조선로동당 중앙당학교와 인민경제대학을 거쳐 함경북도 인민위원회 부부장, 김책시 인민위원회 부위원장에까지 올랐다.
공작원으로 선발되어 남파되었다가, 별다른 활동은 하지 못하고 1958년에 체포되었다. 비교적 형량이 적은 징역 15년형을 선고받았으나, 전향을 거부하여 비전향 장기수가 되었다. 특히 수감 중 면회를 온 홀어머니가 24년 만에 만난 외아들의 처지를 보고 충격으로 쓰러져 사망하는 사건을 겪었고, 만기 출소 후 사회안전법으로 재수감되었을 때는 백내장으로 시력을 거의 잃고 치아가 모두 빠지기도 하였다. 총 수감 기간은 약 30년이다.
2000년 6·15 남북 공동선언에 의해 조선민주주의인민공화국으로 송환되고 조국통일상을 받았다.

## 참고자료
- 김만수 외 12인 (2003). 〈내 운명 맡긴 품 (신린수)〉. 《신념과 의지의 강자들 -  비전향 장기수들의 수기 4》. 평양: 평양출판사.